# Britten-Norman BN2 Islander
De Britten-Norman BN-2 Islander  is een tweemotorig STOL-vliegtuig, oorspronkelijk gebouwd door de Britse vliegtuigfabriek Britten-Norman. Met meer dan 1500 geproduceerde toestellen behoort de Islander tot de succesvolste Europese vliegtuigen.
De Islander is een schouderdekker en bestaat in zijn geheel uit aluminium. Het toestel werd ontworpen voor vluchten naar afgelegen gebieden met onverharde vliegvelden. De Islander kon in gebieden opereren die ontoegankelijk waren voor andere vliegtuigen; om die reden wordt hij beschouwd als het ideale "junglevliegtuig". De ambulanceversie kan twee liggende patiënten tegelijk vervoeren. 
Het ontwerp van de Islander begon in 1963 en het eerste prototype vloog op 13 juni 1965. Na de overname van Britten-Norman door Fairey werden de Islander en Trislander in Roemenië gebouwd, daarna naar Avions Fairey gebracht voor de afwerking en vervolgens naar het Verenigd Koninkrijk gevlogen voor certificering.